# Pop! Remixed
Pop! Remixed — збірка англійського гурту Erasure, яка була випущена 9 лютого 2009 року.

## Композиції
1. Always 2009 — 4:01
2. Victim of Love — 6:21
3. Freedom — 8:11
4. Drama! — 8:41
5. A Little Respect — 6:56
6. Fingers & Thumbs (Cold Summer's Day) — 9:44
7. Ship of Fools — 5:34
8. Always — 7:02
9. Chorus — 6:08
10. Stop! — 6:06
11. Drama! — 6:39

## Учасники запису
- Вінс Кларк - вокал
- Енді Бел - синтезатор, басс

## Чарти
| Чарти (2009)           | Найвища позиція |
| ---------------------- | --------------- |
| UK Budget Albums (OCC) | 16              |